# 尹宏
尹宏，字克宽，山东历城人，明朝政治人物。
正统年间，担任泉州府知府，为官廉洁清正，死于任内。